# Crassula muricata
Crassula muricata (лат.) — вид суккулентных растений рода Толстянка (Crassula) семейства Толстянковые (Crassulaceae), естественно произрастающий на территории Капской провинции Южно-Африканской Республики.

## Название
Родовое латинское название Crassula происходит от латинского слова crassus, — «толстый», в основном из-за присутствия у растений этого рода сочных листьев.
Видовой латинский эпитет muricata происходит от лат. muricate, которое означает «с шероховатыми короткими твердыми кончиками, подобными тем, которые можно наблюдать на панцире Murex». Этот эпитет выбран из-за шероховатости листьев растения.

## Ботаническое описание
Многолетние кустарники, достигают высоты до 0,25 метра и обычно сильно разветвлены. Ветви в молодом возрасте покрыты короткими отогнутыми прижатыми волосками, а со временем приобретают грубую шелушащуюся кору. Старые листья опадают. Листья зелены, имеют узколанцетную или эллиптическую форму, 3-6 штук, с шириной 1 мм. Они могут быть тупыми или острыми, плоскими или слегка выпуклыми сверху и обычно сильно выпуклыми снизу. Поверхность покрыта мелкими сосочками и несколькими короткими ресничками, которые со временем исчезают.
Соцветие представляет собой неправильный тирс с одной или несколькими цимозными гроздьями, обычно сидячими цветками. Чашечка состоит из узкотреугольных долей, длиной 2,5(-3) мм, шиловидных, покрытых мелкими сосочками, которые со временем исчезают, зеленого или часто желтовато-зеленого цвета. Венчик имеет урновидную форму, сросшийся у основания на примерно 0,8 мм, окрашен от белого до бледно-желтого цвета. Тычинки с желтыми пыльниками.
Этот вид схож с Crassula whiteheadii, за исключением отсутствия придаточных корней на ветвях, отсутствия ресничек на чашелистиках и наличия лепестков, доходящих до мясистой вершины, без субтерминального придатка.

## Распространение и экология
В естественной среде обитания, растение произрастает на нижних пологих гравийных склонах, часто на поверхности неглубокой почвы, среди короткой растительности. Оно также растет на склонах, покрытых сухим песчаником, обычно на неглубокой почве, либо на камнях.

## Таксономия
Crassula muricata Thunb., первое упоминание в Prodr. Pl. Cap.: 55 (1794).

### Синонимы
Гетеротипные (основанные на разных номенклатурных типах):
- Crassula divaricata Eckl. & Zeyh. (1837)